# Martha Cnockaert
Martha Mathilde Cnockaert later Martha McKenna (Westrozebeke, 28 oktober 1892 – aldaar, 8 januari 1966) was een Belgische spionne gedurende de Eerste Wereldoorlog.

## Levensloop
Martha Cnockaert was het derde kind van zeven in het gezin van landbouwers Felix Cnockaert en Marie-Louise Vanoplinus, eigenaars van een kruidenierswinkel in Westrozebeke. Ze ging tot haar veertien jaar naar school in Westrozebeke en daarna middelbare school in Roeselare.

### Gedurende de Eerste Wereldoorlog
Toen de oorlog uitbrak volgde Cnockaert een opleiding geneeskunde aan de universiteit van Gent. Ze werd in haar dorp in een Duitse ziekenboeg geplaatst. Als dank voor haar medische zorgen ontving zij het IJzeren Kruis.
Toen zij later aan het ziekenhuis in Roeselare werd toegewezen, kwam ze in contact met haar vroeger buurmeisje en Britse spionne. Onder de codenaam "Laura" gaf ze eveneens informatie door aan de Britten. Cnockaert ontdekte ook een bestaande kelder en tunnel onder een Duits munitiedepot en dynamiteerde dit depot. Tijdens het plaatsen van de springstof verloor ze haar uurwerk waar haar initialen in stonden en werd hierdoor ontmaskerd. Voor deze daad werd ze in november 1916 veroordeeld tot de doodstraf die vanwege het verleende IJzeren Kruis omgezet werd in levenslang. Ze verbleef twee jaar in de gevangenis van Gent. Ze kreeg daarvoor van Groot-Brittannië een Mentioned in dispatches op 8 november 1918 en van Frankrijk het Legioen van Eer.

### Na de Eerste Wereldoorlog
Na de oorlog huwde ze met een Ier, de Britse officier John McKenna en woonde voortaan in het Verenigd Koninkrijk. Cnockaert publiceerde haar eerste boek "I was a Spy" in 1932, over haar wedervaren als spionne. Het werd een bestseller (meer dan 200.000 verkochte exemplaren) en werd vertaald in het Frans, Italiaans en Roemeens. In 1933 werd het boek verfilmd. Er volgde nog een tweede verfilming.
Ze werd een bekende schrijfster en talrijke boeken volgden, bijna alle over spionageonderwerpen. Er wordt verondersteld dat de boeken die onder haar naam verschenen, grotendeels zo niet uitsluitend door haar echtgenoot werden geschreven, op basis van door Cnockaert verstrekte gegevens. Op latere leeftijd keerde ze naar haar geboortedorp terug. Het echtpaar scheidde in 1951.

## Publicaties
- I was a spy, met een voorwoord door Winston S. Churchill, 1932.
- Spies I knew, 1934.
- A spy was born, 1935.
- My master spy, 1936.
- Drums never bear, 1936.
- Lancer spy, 1937.
- Set a spy, 1937.
- Double spy, 1938.
- Hunt the spy, 1939.
- Spying blind, 1939.
- The spy in khaki, 1941.
- Nighfighted spy, 1943.
- Watch across the Channel, 1944.
- Write your own bestseller, 1946.
- Arms and the spy, 1948.
- Three spies for glory, 1951.
- What's past is prologue, 1951.
- Ik was een spionne, Uitgeverij De Klaproos, Koksijde, 2000.